# Danila Njačaeŭ
Danila Vjačaslavavič Njačaeŭ (in bielorusso Даніла Вячаслававіч Нячаеў?; trasl. angl. Danila Nechayev; Mahilëŭ, 30 ottobre 1999) è un calciatore bielorusso, difensore del Tarpeda-BelAZ.

## Caratteristiche tecniche
È un terzino destro.

## Carriera

### Club
Cresciuto nel settore giovanile del Dnjapro Mahilëŭ, debutta in prima squadra il 24 novembre 2018 in occasione dell'incontro di Vyšėjšaja Liha perso 3-0 contro la Dinamo Minsk, con la squadra già matematicamente retrocessa in Peršaja Liha. All'inizio della stagione 2019 passa in prestito al Lida, formazione di Peršaja Liha, con cui gioca stabilmente titolare.
Tornato alla base a fine stagione, viene ceduto a titolo definitivo al Belšyna, facendo ritorno in massima divisione; inizialmente non trova spazio, debuttando solo il 20 maggio 2020 contro l'Islač, all'ottava giornata. Trova progressivamente il posto da titolare, tanto da totalizzare diciannove presenze in campionato e trovare il primo gol il 5 luglio nella gara contro il Minsk, ma a fine stagione retrocede nuovamente, visto il penultimo posto finale.
Si trasferisce quindi al BATĖ Borisov: comincia la stagione perdendo ai rigori la finale di Supercoppa contro lo Šachcër Salihorsk e debuttando immediatamente alla prima giornata contro lo Sluck e trovando stabilmente il posto in prima squadra. Il 23 maggio 2021 vince il suo primo trofeo, la Coppa di Bielorussia, giocando una manciata di minuti nella finale contro l'Islač. A luglio debutta nelle coppe europee, giocando entrambe le gare valide per il secondo turno di qualificazione di Conference League contro la Dinamo Batumi.
La stagione 2022 comincia con un nuovo successo: la vittoria in Supercoppa di Bielorussia nella rivincita contro lo Šachcër Salihorsk, in cui Njačaeŭ gioca titolare tutta la partita. L'8 maggio 2020 segna la sua prima rete in campionato con la maglia del BATE, conducendo la sua squadra alla vittoria per 2-1 contro il Vicebsk.

### Nazionale
Il 4 settembre 2020 debutta con l'Under-21 contro i pari età dei Paesi Bassi in un incontro valido per le qualificazioni al campionato europeo di calcio Under-21 2021. Nel giro di poco più di due mesi gioca quattro incontri di qualificazione all'Europeo Under-21, collezionando altrettante sconfitte.
Il 24 marzo 2021 debutta con la nazionale bielorussa giocando l'amichevole pareggiata 1-1 contro l'Honduras, entrando a inizio ripresa al posto di Raman Juzapčuk. Successivamente nell'ottobre 2021 è stato convocato nelle gare per le qualificazioni al campionato mondiale di calcio 2022 contro Estonia e Rep. Ceca, senza scendere in campo. Il 6 giugno 2022 ha esordito in Nations League disputando la gara casalinga contro l'Azerbaigian.

## Statistiche

### Presenze e reti nei club
Statistiche aggiornate al 3 aprile 2024.
| Stagione        | Squadra         | Campionato      | Campionato | Campionato | Coppe nazionali | Coppe nazionali | Coppe nazionali | Coppe continentali | Coppe continentali | Coppe continentali | Altre coppe | Altre coppe | Altre coppe | Totale | Totale | Totale |
| Stagione        | Squadra         | Comp            | Pres       | Reti       | Comp            | Pres            | Reti            | Comp               | Pres               | Reti               | Comp        | Pres        | Reti        | Pres   | Reti   |        |
| --------------- | --------------- | --------------- | ---------- | ---------- | --------------- | --------------- | --------------- | ------------------ | ------------------ | ------------------ | ----------- | ----------- | ----------- | ------ | ------ | ------ |
| 2018            | Dnjapro Mahilëŭ | VL              | 2          | 0          | CB              | 0               | 0               |                    | -                  | -                  |             | -           | -           | 2      | 0      |        |
| 2019            | Lida            | 1L              | 25         | 2          | CB              | 2               | 0               |                    | -                  | -                  |             | -           | -           | 27     | 2      |        |
| 2020            | Belšyna         | VL              | 19         | 1          | CB              | 1               | 0               |                    | -                  | -                  |             | -           | -           | 20     | 1      |        |
| 2021            | BATĖ Borisov    | VL              | 26         | 0          | CB              | 2               | 0               |                    | -                  | -                  | SB          | 1           | 0           | 29     | 0      |        |
| 2022            | BATĖ Borisov    | VL              | 17         | 1          | CB              | 6               | 0               | UECL               | 2                  | 0                  | SB          | 1           | 0           | 25     | 1      |        |
| 2023            | BATĖ Borisov    | VL              | 14         | 0          | CB              | 1               | 0               | UECL+UECL          | 4+2                | 0+0                | -           | -           | -           | 21     | 0      |        |
| Totale BATĖ     | Totale BATĖ     | Totale BATĖ     | 57         | 1          |                 | 9               | 0               |                    | 8                  | 0                  |             | 2           | 0           | 74     | 1      |        |
| 2024            | Tarpeda-BelAZ   | VL              | 2          | 0          | CB              | 2               | 0               | -                  | 0                  | 0                  | -           | -           | -           | 4      | 0      |        |
| Totale carriera | Totale carriera | Totale carriera | 103        | 3          |                 | 14              | 0               |                    | 8                  | 0                  |             | 2           | 0           | 129    | 3      |        |

### Cronologia presenze e reti in nazionale
| Cronologia completa delle presenze e delle reti in nazionale ― Bielorussia | Cronologia completa delle presenze e delle reti in nazionale ― Bielorussia | Cronologia completa delle presenze e delle reti in nazionale ― Bielorussia | Cronologia completa delle presenze e delle reti in nazionale ― Bielorussia | Cronologia completa delle presenze e delle reti in nazionale ― Bielorussia | Cronologia completa delle presenze e delle reti in nazionale ― Bielorussia | Cronologia completa delle presenze e delle reti in nazionale ― Bielorussia | Cronologia completa delle presenze e delle reti in nazionale ― Bielorussia |
| Data                                                                       | Città                                                                      | In casa                                                                    | Risultato                                                                  | Ospiti                                                                     | Competizione                                                               | Reti                                                                       | Note                                                                       |
| -------------------------------------------------------------------------- | -------------------------------------------------------------------------- | -------------------------------------------------------------------------- | -------------------------------------------------------------------------- | -------------------------------------------------------------------------- | -------------------------------------------------------------------------- | -------------------------------------------------------------------------- | -------------------------------------------------------------------------- |
| 24-3-2021                                                                  | Minsk                                                                      | Bielorussia                                                                | 1 – 1                                                                      | Honduras                                                                   | Amichevole                                                                 | -                                                                          | 46’                                                                        |
| 26-3-2022                                                                  | Madinat 'Isa                                                               | India                                                                      | 0 – 3                                                                      | Bielorussia                                                                | Amichevole                                                                 | -                                                                          | 72’                                                                        |
| 29-3-2022                                                                  | Riffa                                                                      | Bahrein                                                                    | 0 – 1                                                                      | Bielorussia                                                                | Amichevole                                                                 | -                                                                          | 67’                                                                        |
| 6-6-2022                                                                   | Novi Sad                                                                   | Bielorussia                                                                | 0 – 0                                                                      | Azerbaigian                                                                | UEFA Nations League 2022-2023 - 1º turno                                   | -                                                                          |                                                                            |
| 25-9-2022                                                                  | Bačka Topola                                                               | Slovacchia                                                                 | 1 – 1                                                                      | Bielorussia                                                                | UEFA Nations League 2022-2023 - 1º turno                                   | -                                                                          |                                                                            |
| 17-11-2022                                                                 | Dubai                                                                      | Siria                                                                      | 0 – 1                                                                      | Bielorussia                                                                | Amichevole                                                                 | -                                                                          | 60’                                                                        |
| 20-11-2022                                                                 | al-'Ayn                                                                    | Oman                                                                       | 2 – 0                                                                      | Bielorussia                                                                | Amichevole                                                                 | -                                                                          | 46’                                                                        |
| 21-3-2024                                                                  | Boztepe                                                                    | Montenegro                                                                 | 2 – 0                                                                      | Bielorussia                                                                | Amichevole                                                                 | -                                                                          | 87’                                                                        |
| 26-3-2024                                                                  | Ta' Qali                                                                   | Malta                                                                      | 0 – 0                                                                      | Bielorussia                                                                | Amichevole                                                                 | -                                                                          | 46’                                                                        |
| Totale                                                                     |                                                                            | Presenze                                                                   | 9                                                                          |                                                                            | Reti                                                                       | 0                                                                          |                                                                            |

| Cronologia completa delle presenze e delle reti in nazionale ― Bielorussia under 21 | Cronologia completa delle presenze e delle reti in nazionale ― Bielorussia under 21 | Cronologia completa delle presenze e delle reti in nazionale ― Bielorussia under 21 | Cronologia completa delle presenze e delle reti in nazionale ― Bielorussia under 21 | Cronologia completa delle presenze e delle reti in nazionale ― Bielorussia under 21 | Cronologia completa delle presenze e delle reti in nazionale ― Bielorussia under 21 | Cronologia completa delle presenze e delle reti in nazionale ― Bielorussia under 21 | Cronologia completa delle presenze e delle reti in nazionale ― Bielorussia under 21 |
| Data                                                                                | Città                                                                               | In casa                                                                             | Risultato                                                                           | Ospiti                                                                              | Competizione                                                                        | Reti                                                                                | Note                                                                                |
| ----------------------------------------------------------------------------------- | ----------------------------------------------------------------------------------- | ----------------------------------------------------------------------------------- | ----------------------------------------------------------------------------------- | ----------------------------------------------------------------------------------- | ----------------------------------------------------------------------------------- | ----------------------------------------------------------------------------------- | ----------------------------------------------------------------------------------- |
| 4-9-2020                                                                            | Žodzina                                                                             | Bielorussia under 21                                                                | 0 – 7                                                                               | Paesi Bassi under 21                                                                | Qual. Europeo Under-21 2021                                                         | -                                                                                   |                                                                                     |
| 9-10-2020                                                                           | Žodzina                                                                             | Bielorussia under 21                                                                | 1 – 2                                                                               | Cipro under 21                                                                      | Qual. Europeo Under-21 2021                                                         | -                                                                                   |                                                                                     |
| 12-11-2020                                                                          | Portimão                                                                            | Portogallo under 21                                                                 | 3 – 0                                                                               | Bielorussia under 21                                                                | Qual. Europeo Under-21 2021                                                         | -                                                                                   |                                                                                     |
| 15-11-2020                                                                          | Almere                                                                              | Paesi Bassi under 21                                                                | 5 – 0                                                                               | Bielorussia under 21                                                                | Qual. Europeo Under-21 2021                                                         | -                                                                                   |                                                                                     |
| Totale                                                                              |                                                                                     | Presenze                                                                            | 4                                                                                   |                                                                                     | Reti                                                                                | 0                                                                                   |                                                                                     |

## Palmarès

### Club
- Coppa di Bielorussia: 1

BATĖ Borisov: 2020-2021
- Supercoppa di Bielorussia: 1

BATĖ Borisov: 2022